# Bezirksgericht Annaberg
Das Bezirksgericht Annaberg war von 1855 bis 1879 ein Gericht im Königreich Sachsen mit Sitz in Annaberg.

## Geschichte
Mit dem Gesetz, die künftige Einrichtung der Behörden erster Instanz für Rechtspflege und Verwaltung betreffend vom 11. August 1855 wurden die Eingangsgerichte neu geordnet. Die Patrimonialgerichte wurden endgültig aufgelöst, Verwaltung und Rechtsprechung getrennt. Die Details der Verwaltungsreform regelten das sächsische Gerichtsverfassungsgesetz vom 11. August 1855 und die Verordnung über die Bildung der Gerichtsbezirke vom 2. September 1856.
Eingangsgerichte waren nur die Gerichtsämter und Bezirksgerichte. Als mittlere Instanz wurden vier Appellationsgerichte eingerichtet. Oberste Instanz war das Oberappellationsgericht Dresden.
Das Bezirksgericht Annaberg war dem Appellationsgericht Zwickau nachgeordnet. Das Bezirksgericht war Gerichtsamt für die Stadt Annaberg. Daneben waren ihm folgende Gerichtsämter nachgelagert: Gerichtsamt Annaberg, Gerichtsamt Marienberg, Gerichtsamt Wolkenstein, Gerichtsamt Ehrenfriedersdorf, Gerichtsamt Geyer, Gerichtsamt Grünhain, Gerichtsamt Scheibenberg und Gerichtsamt Jöhstadt. Zum 30. Juni 1859 wurden das Bezirksgericht Augustusburg aufgehoben und die Gerichtsämter Zöblitz und Lengefeld dem Bezirksgericht Annaberg zugeordnet.
1879 wurden das Bezirksgericht Annaberg und seine Gerichtsämter aufgehoben. An deren Stelle wurden Amtsgerichte gebildet. Dies waren Amtsgericht Annaberg, Amtsgericht Marienberg, Amtsgericht Ehrenfriedersdorf, Amtsgericht Zöblitz, Amtsgericht Lengefeld und Amtsgericht Scheibenberg.